# 布羅德尼克 (納羅季奇區)
51°0′55″N 29°16′25″E / 51.01528°N 29.27361°E
布羅德尼克（烏克蘭語：Бродник），是烏克蘭北部的村莊，隸屬日托米爾州的科羅斯滕區。該村始建於1613年，面積0.34平方公里，海拔高度156米，2001年人口95。